# جون ديلون
جون ديلون (بالإنجليزية: John Dillon)‏ هو شاعر وسياسي أيرلندي، ولد في 4 سبتمبر 1851 في دبلن في جمهورية أيرلندا، وتوفي في 4 أغسطس 1927 في لندن الكبرى في المملكة المتحدة. حزبياً، نشط في Irish Parliamentary Party ‏.

## مناصب
- في الانتخابات العمومية البريطانية 1880 [الإنجليزية]‏، انتخب عضو برلمان المملكة المتحدة الـ22 عن دائرة Tipperary (UK Parliament constituency) [الإنجليزية]‏ (31 مارس 1880 – 6 مارس 1883).
- في الانتخابات العمومية البريطانية 1885 [الإنجليزية]‏، انتخب عضو برلمان المملكة المتحدة الـ23 عن دائرة East Mayo (UK Parliament constituency) [الإنجليزية]‏ (24 نوفمبر 1885 – 26 يونيو 1886).
- في الانتخابات العمومية البريطانية 1886 [الإنجليزية]‏، انتخب عضو برلمان المملكة المتحدة الـ24 عن دائرة East Mayo (UK Parliament constituency) [الإنجليزية]‏ (1 يوليو 1886 – 28 يونيو 1892).
- في الانتخابات العمومية البريطانية 1892 [الإنجليزية]‏، انتخب عضو برلمان المملكة المتحدة الـ25 عن دائرة East Mayo (UK Parliament constituency) [الإنجليزية]‏ (4 يوليو 1892 – 8 يوليو 1895).
- في الانتخابات العمومية البريطانية 1895 [الإنجليزية]‏، انتخب عضو برلمان المملكة المتحدة الـ26 عن دائرة East Mayo (UK Parliament constituency) [الإنجليزية]‏ (13 يوليو 1895 – ).
- في الانتخابات العمومية البريطانية 1900 [الإنجليزية]‏، انتخب عضو برلمان المملكة المتحدة الـ27 عن دائرة East Mayo (UK Parliament constituency) [الإنجليزية]‏ ( – 8 يناير 1906).
- في الانتخابات العامة في المملكة المتحدة 1906 [الإنجليزية]‏، انتخب عضو برلمان المملكة المتحدة الـ28 عن دائرة East Mayo (UK Parliament constituency) [الإنجليزية]‏ (12 يناير 1906 – 10 يناير 1910).
- في الانتخابات العمومية البريطانية في يناير 1910 [الإنجليزية]‏، انتخب عضو برلمان المملكة المتحدة الـ29 عن دائرة East Mayo (UK Parliament constituency) [الإنجليزية]‏ (15 يناير 1910 – 28 نوفمبر 1910).
- في الانتخابات العمومية البريطانية في ديسمبر 1910 [الإنجليزية]‏، انتخب عضو برلمان المملكة المتحدة الـ30 عن دائرة East Mayo (UK Parliament constituency) [الإنجليزية]‏ (3 ديسمبر 1910 – 25 نوفمبر 1918).

## روابط خارجية
- جون ديلون على موقع الموسوعة البريطانية (الإنجليزية)